# The Storm (Stargate Atlantis)
The Storm (La Tormenta) es el décimo episodio de la primera temporada de la serie de televisión de ciencia ficción Stargate Atlantis. Corresponde a la Parte 1 de 2 capítulos, siendo seguida por The Eye.

## Trama
El Mayor Sheppard y Teyla van a bordo de un Saltador hacia el continente, cuando se encuentran con un frente de tormenta que sorprendentemente abarca todo el horizonte. Buscando analizarla mejor, llevan el Brincacharcos hasta el espacio, donde descubren que la tormenta, además de cubrir un 20% de la superficie, se dirige hacia continente Athosiano y a Atlantis.  
De vuelta en la ciudad, los Doctores McKay y Zelenka informan que este patrón climático se debe a dos tormentas que actualmente están convergiendo y combinando su poder. Sin energía suficiente para activar el escudo, Atlantis está a merced de la tormenta, cuyos vientos causaran un masivo daño estructural, pudiendo muy bien el agua terminar por hundir la ciudad. Se estima que en doce horas el frente de tormenta alcanzara Atlantis. 
Weir ordena a Sheppard ir con el Teniente Ford a buscar un mundo donde permitan a la Expedición quedarse por dos días. Ellos entonces viajan a Manara, donde se reúnen con un sujeto llamado Smeadon, a quien logra convencer de recibirlos. Sin embargo, tan pronto se van, Smeadon saca un comunicador Genii y se prepara va enviarle un mensaje a Cowen.
Mientras tanto, McKay y Zelenka creen tener un plan y se lo presentan a Weir. Atlantis tiene muchos pararrayos canalizados a cuatro estaciones de tierra. Normalmente cuando un relámpago golpea la ciudad es canalizado de vuelta al océano por medio de las estaciones. Si las barras son incapacitadas la energía del relámpago podría ser canalizada para activar el escudo durante un tiempo. De todas formas, la evacuación debe llevarse a cabo debido a que los rayos pasaran a través de los pasillos, al estar éstos hechos con un material superconductor. Solo la sala de control estará segura. Si todo sale bien, Atlantis sobrevivirá.
En tanto, un hombre, indefenso, se enfrenta contra tres Genii armados con bastones, entre estos, Sora. Ella queda como última en pie, tras ser vencidos sus compañeros, pero finalmente es incapacitada por aquel hombre que pronto es identificado por otro soldado que llega en ese momento, como el Comandante Kolya. El Genni le informa que Cowen lo llama. Este le cuenta a Kolya sobre la pronta evacuación de Atlantis, y le pregunta si está listo para liderar una fuerza de ataque para tomar la ciudad, una vez que quede vacía. 
En tanto, en el continente, Teyla, Ford y Beckett esperan la llegada de un grupo de caza Athosiano. 
Con Atlantis ya evacuada (salvo por 2 soldados y el equipo de mando), los Athosianos se ha unido al resto del personal expedicionario en Manaria. Smeadon cena con un Athosian, consiguiendo que quede solo suficientemente borracho para que Sora y Kolya le quiten su IDC, y eventualmente les dé el código para bajar el escudo que protege el Portal de Atlantis.
En tanto, el equipo de mando de Atlantis se reparte las estaciones de tierra a apagar. Rodney se encarga de la estación uno, Weir de las dos, y Sheppard de la tres y cuatro. Mientras Sheppard desconecta su primera estación, los soldados que vigilan la sala del Portal reportan a Weir que viene un grupo de Manaria con Athosianos heridos. Con un IDC Athosiano ellos bajan el escudo, y los guardias van recibirlos. Sin embargo, quienes llegan resultan ser Genii, y el mismo Kolya mata a los guardias. Tras ordenar asegurar la sala, Kolya se comunica con Weir y McKay y les dice que Atlantis ahora está bajo su control. 
Sheppard oye esto a través de su radio, y rápidamente va la bahía de brincadores para comunicarse con el equipo Ford, quienes resultan aun estar en el continente. Con la tormenta sobre ellos, no podrán ir ayudar al Mayor, así que éste les dice que aguarden a que la tempestad pase.
En tanto, Kolya da a conocer sus demandas. Si le entrega todo el C-4, suministros médicos, un Saltacharcos y el dispositivo de información Wraith, ellos se irán sin incidentes; eso dice al menos. Al oír esto, Sheppard va y esconde los explosivos. Por otro lado, McKay es capturado por los hombres de Kolya y amenazado con un cuchillo.
Cuando Weir llega, encuentra a McKay herido en su brazo, y éste le revela que le dijo todo. Los soldados Genii, mientras, regresan sin el C-4, pero si con un walkie-talkie, comunicado a Sheppard, quien les dice que nunca encontraran los explosivos. Sin embargo, Kolya informa estar al tanto del plan para salvar Atlantis. Él le dice a Sheppard que separe la última estación de tierra, para que el escudo pueda funcionar, y él les permitirá irse pacíficamente. "Atlantis será nuestra o de los océanos", dice él.
Weir intenta disuadir a Kolya de lo que está haciendo, afirmando que los descendientes de los Antiguos son aquellos que se proponen usar Atlantis para destruir a los Espectros, pero Kolya está asombrado de su arrogancia, creyendo que su gente pueda ser igual o más cercana al linaje de los Ancestros. Él afirma que también intentara usar a Atlantis para destruir a los Espectros.
El Mayor Sheppard llega a la cuarta estación de tierra y usa un escáner antiguo para localizar a dos soldados Genii ocultos, matándolos e igualando el marcador. Sin embargo, en el tiroteo uno de los soldados destruye los controles de mando de la estación. No hay forma de separar la barra de la estación y Atlantis está condenada. A pesar de ello, Kolya no ha terminado. Él le dice a Sheppard que matara a la Dra. Weir. Sheppard advierte que si lo hace, él activara la autodestrucción de la ciudad, pero Kolya sabe que se requiere dos códigos de mando y apunta su arma a Elizabeth. Sheppard intenta ofrecerle algo a cambio, pero no recibe respuesta. Al final, Sheppard desesperadamente continúa llamando a Kolya para que se detenga, mientras la gran tormenta empieza a caer sobre Atlantis.

## Artistas invitados
- Paul McGillion como el Dr. Carson Beckett.
- Robert Davi como el Comandante Acastus Kolya.
- David Nykl como el Dr. Zelenka.
- Michael Puttonen como Smeadon.
- Don Ackerman como Doran.
- Colm Meaney como Cowen.
- Erin Chambers McKay como Sora.
- Ryan Robbins como Ladon Radim.
- Cory Monteith como Cabo Genii.
- Jason Diablo como guardia.
- Colin Corrigan como guardia.
- Jodie Graham como el soldado Genii.
- Steve Archer como guardia del cuarto del generador.